# Dhaulagiri
A Dhaulagiri (धौलागिरी) a hetedik legmagasabb hegy a világon, amely Nepál középső, északi részén fekszik a Dhaulagiri Himalája körzetben. Ez a terület Pokhara városától északnyugatra fekszik, mely fontos turistaközpont. Nevének jelentése: „fehér hegy”.